# Rafael Perestrelo
Rafael Perestrelo  foi um navegador português, cavaleiro fidalgo da Casa real, que se notabilizou entre 1514-1517.
Era filho de João Lopes Perestrelo, servidor da toalha de D. João II e cavaleiro da Casa Real. Rafael era por esta via primo segundo de Filipa Moniz, mulher do famoso Cristovão Colombo. Ficou conhecido por ter sido o primeiro a aportar nas costas sul da China continental em 1516-1517 para comerciar no Guangzhou, após o explorador Jorge Álvares ter aportado na Ilha de Lintin no estuário do Rio das Pérolas em Maio de 1513. Rafael foi também um negociante e capitão de navio para os portugueses em Sumatra e Malaca.
João de Barros (1496-1570) escreveu que Rafael Perestrelo quase se perdeu ao navegar nas Ilhas Andamão, mas se aventurou em segurança no território de que então se dizia ser habitado por nativos canibais.